# Болт, Усэйн
Усэ́йн Сент-Ле́о Болт (англ. Usain St. Leo Bolt; род. 21 августа 1986 года, Шервуд-Контент, приход Трелони, Ямайка) — ямайский легкоатлет, специализировался в беге на короткие дистанции, восьмикратный олимпийский чемпион и 11-кратный чемпион мира (рекорд в истории этих соревнований среди мужчин). За время выступлений установил восемь мировых рекордов. На текущий момент — обладатель мировых рекордов в беге на 100 — 9,58 с; и 200 метров — 19,19 с, а также в эстафете 4×100 метров в составе сборной Ямайки — 36,84 с.
Является единственным спортсменом, которому удалось выиграть спринтерские дистанции 100 и 200 метров на трёх Олимпиадах подряд (Пекин 2008, Лондон 2012 и Рио-де-Жанейро 2016). Обладатель наибольшего количества золотых олимпийских наград в истории спорта Ямайки. В настоящее время делит 3-4 места по числу золотых медалей, выигранных на Олимпийских играх среди легкоатлетов. Первый в истории легкоатлет, выигравший 11 золотых наград на чемпионатах мира. Командор ямайского ордена Достоинства (2008) и кавалер ордена Ямайки (2009).
За имя и высокую скорость бега получил прозвище «Молния» (англ. Lightning Bolt).
В 2018 году принял участие в двух товарищеских матчах австралийской футбольной команды «Сентрал Кост Маринерс», в которых забил два мяча. Однако в ноябре того же года спортсмен отказался подписывать профессиональный контракт с клубом из-за того, что его не устроила предлагаемая зарплата.

## Биография
Родной язык спортсмена — ямайский креольский. По вероисповеданию является христианином-католиком.
Будущий спортсмен родился на севере Ямайки, в семье Дженнифер Болт и отца Уэлсли Болта, владельца продуктового магазина. Также у Усэйна есть младший брат Садики и старшая сестра Шерин от первого брака Уэлсли Болта. В детстве он был очень активным ребёнком. Его любимой игрой был крикет, в который он играл возле дома, используя вместо мяча апельсин. Родители отдали будущего спортсмена в начальную школу Вальденсия. Заведующая школы Вальденсия Мамра Флэш вспоминает: «Усэйн Болт был хорошо воспитанный, энергичный и жизнерадостный мальчик. Особый талант проявлял в изучении английского языка и математики, но тем не менее иногда отвлекался и играл во время уроков». В это же время Усэйн начинает заниматься лёгкой атлетикой, хотя его любимым видом спорта ещё с детства был крикет. После окончания начальной школы в 1998 году поступил в среднюю школу имени Уильяма Нибба. Во время соревнований по крикету его приметил тренер по лёгкой атлетике этой школы Пабло Макнейл. Он обратил внимание на скоростной потенциал юного спортсмена и посоветовал Усэйну Болту бросить занятия крикетом и перейти в лёгкую атлетику. В 2001 году он выигрывает свою первую медаль в лёгкой атлетике. На чемпионате Ямайки среди учеников средней школы он занял 2-е место в беге на 200 метров с результатом 22,04.

## Спортивная карьера
Все результаты приводятся в формате (секунда, сотые доли секунды).

### Начало карьеры
Впервые на международных соревнованиях начинающий спринтер выступил в 2001 году, это были 30-е региональные игры CARIFTA в Бриджтауне, в которых участвуют только юниоры. На них Усэйн Болт занял два вторых места на дистанциях 200 метров с результатом 21,81 с и 400 метров с результатом 48,28 с. Через три месяца он в составе сборной Ямайки едет на чемпионат мира среди юниоров в венгерский Дебрецен. Там он выступал в беге на 200 метров, на которой смог выиграть свой квалификационный забег и выйти в полуфинал. В полуфинальном забеге он занял 5-е место, что не позволило ему пробиться в финал, но тем не менее он установил личный рекорд, показав время 21,73.
Первыми крупными соревнованиями 2002 года стали 31-е игры CARIFTA в Нассау. На них начинающий спринтер выиграл дистанции 200 и 400 метров, а также эстафету 4×400 метров среди юношей в возрасте до 17 лет. На чемпионате мира среди юниоров в Кингстоне он стал победителем на дистанции 200 метров, а также выиграл серебряные медали в эстафетах 4×100 метров и 4×400 метров. На следующий год, на чемпионате мира среди юношей Усэйн выиграл дистанцию 200 метров. 17 ноября 2002 года на церемонии награждения лучших легкоатлетов мира по версии IAAF он стал победителем в номинации «Восходящая звезда».
В начале спортивного сезона 2003 года он принял участие в чемпионате Ямайки среди школьников старших классов. Болт выиграл дистанции 200 метров — 20,25 и 400 метров — 45,3. Оба эти результаты стали новыми рекордами Ямайки среди легкоатлетов в возрасте до 19 лет. Далее он выступил на играх CARIFTA, проходивших в Порт-оф-Спейне. На этих соревнованиях он выиграл дистанции 200 и 400 метров среди легкоатлетов в возрасте до 20 лет, установив при этом новые рекорды соревнований, а также стал победителем в эстафетах 4×100 и 4×400 метров. В июле он выступил на чемпионате мира среди юношей, где выиграл дистанцию 200 метров с рекордом чемпионатов — 20,40. Неделю спустя Усэйн выигрывает Панамериканский чемпионат среди юниоров в беге на 200 метров с новым высшим мировым достижением среди юношей — 20,13. Этот рекорд до сих пор остаётся непревзойдённым.

### Ранняя профессиональная карьера
С 2004 года Усэйн Болт начал тренироваться у нового тренера — Фица Коулмэна. До этого его тренировали Пабло Макнейл и Дуэйн Барретт. 11 апреля 2004 года на соревнованиях CARIFTA Games в Девоншире он пробежал дистанцию 200 метров за 19,93 — этот результат стал новым мировым рекордом среди юниоров, который до 2014 является непревзойдённым. Усэйн превзошёл рекорд американского спринтера Роя Мартина, установленный 11 мая 1985 года, а также стал первым юниором, пробежавшим 200 метров менее чем за 20 секунд.
В начале лета Болт получил травму подколенного сухожилия и в результате был вынужден пропустить тренировки в течение месяца. В начале июля он постепенно вернулся к тренировкам, однако затем вновь почувствовал боль на задней поверхности бедра. На следующий день ему была сделана магнитно-резонансная томография, которая показала небольшой разрыв на задней поверхности бедра. Врачи сказали, что на восстановление потребуется две недели, что заставило бегуна пропустить чемпионат мира среди юниоров. Следующими соревнованиями для Усэйна стали Олимпийские игры 2004 года в Афинах. Однако на Олимпиаде он снова почувствовал боль в бедре и в итоге показал не лучший результат в квалификационных забегах на 200 метров и не смог пройти дальше.
В начале спортивного сезона 2005 года Болт стал членом тренировочной группы Глена Миллса. Его партнёрами по тренировкам стали известные спринтеры Ким Коллинз и Дуэйн Чемберс. Первым делом его новый тренер стал искать причины многочисленных травм начинающего бегуна. Глен Миллс отправил Усэйна на обследование, врачи поставили диагноз сколиоз (искривление позвоночника), а также обнаружили, что его правая нога на полдюйма (около 1,3 см) короче, чем левая. Также они предупредили спортсмена, что возможно ему придётся отказаться от занятий спортом. Посоветовавшись с тренером, они приняли решение обратиться к немецкому спортивному врачу-ортопеду Ганс-Вильгельму Мюллер-Вольфарту, который и назначил ему лечение. После прохождения курса лечения Болт приступил к тренировкам, и уже 26 июня он стал чемпионом Ямайки в беге на 200 метров с результатом 20,27. 10 июля он стал победителем чемпионата Центральной Америки и стран Карибского бассейна в беге на 200 метров с новым рекордом чемпионата — 20,03. 22 июля на соревнованиях Norwich Union British Grand Prix в Лондоне Болт занял 2-е место в беге на 200 метров — 19,99. Он выступил на чемпионате мира в Хельсинки, где смог дойти до финала на дистанции 200 метров. В финальном забеге после шестидесяти метров дистанции почувствовал боль в подколенном сухожилии и был вынужден сбросить скорость. Финишировал он на последнем месте, его время 26,27. Из-за травмы был вынужден пропустить оставшуюся часть сезона. В ноябре Усэйн попал в автомобильную аварию, его автомобиль Honda Accord столкнулся с другим транспортным средством. Спортсмен отделался лёгкими царапинами.
В марте 2006 года во время тренировки вновь получил травму подколенного сухожилия, из-за чего был вынужден пропустить Игры Содружества в Мельбурне. Болт возвращается к тренировкам спустя месяц, в апреле выигрывает соревнования на 200 метров в Фор-де-Франсе. 30 июля стал победителем Golden Spike с результатом 20,28. 11 июля занимает 3-е место на Атлетиссиме, показав время 19,88. 31 августа стал победителем мемориала памяти Бориса Ханцековича на дистанции 200 метров — 20,49. 10 сентября он принял участие во Всемирном легкоатлетическом финале, на котором с результатом 20,10 занял 3-е место. Через неделю он в составе сборной Северной и Южной Америки принял участие в Кубке мира IAAF. На нём Болт занял 2-е место в беге на 200 метров с результатом 19,96, уступив 0,09 с американцу Уолласу Спирмону.

### Первый мировой рекорд
24 июня 2007 года на чемпионате Ямайки Болт стал чемпионом, победив с результатом 19,75. Тем самым он побил национальный рекорд Дона Куорри (19,86), державшийся с 1971 года. Данная победа позволила ему войти в состав сборной на чемпионате мира в Осаке. До мирового первенства он принял участие нескольких стартах на дистанции 200 метров. В частности, 10 июля занял 2-е место на Атлетиссиме — 20,11, 15 июля стал вторым на соревнованиях Norwich Union British Grand Prix в Шеффилде — 20,08, 3 августа стал победителем Norwich Union Super Grand Prix — 20,06.
Чемпионат мира по лёгкой атлетике 2007 стал вторым в карьере ямайского спринтера. На этом первенстве он выступил на дистанции 200 метров и в эстафете 4×100 метров. 28 августа началось его выступление, он занял второе место в предварительном забеге, а чуть позже выиграл свой четвертьфинальный забег. На следующий день выиграл полуфинальный забег с результатом 20,03. 30 августа в финальном забеге он занял 2-е место, уступив американцу Тайсону Гэю. Результат Болта составил 19,91. 31 августа состоялись квалификационные забеги в эстафете 4×100 метров, где Болт участие не принимал. В финальном забеге он бежал второй этап, в итоге сборная Ямайки выиграла серебряные медали, установив новый национальный рекорд — 37,89.
До 2008 года его основной дистанцией была 200 метров, лишь однажды в 2007 году он выступил на дистанции 100 метров на официальных соревнованиях. Первыми соревнованиями олимпийского сезона стали GC Foster Classics, которые прошли 8 марта в Спаниш-Тауне. Болт выиграл стометровку с результатом 10,03. 3 мая он выиграл международные соревнования Jamaica International Invitational в Кингстоне, его победное время на дистанции 100 метров составило 9,76 — это стало вторым временем в истории на тот момент. Менее месяца спустя, 31 мая на соревнованиях Adidas Grand Prix в Нью-Йорке, Болт установил новый мировой рекорд на дистанции 100 метров — 9,72, побив достижение Асафы Пауэлла. Последними соревнованиями перед Олимпиадой в Пекине стали Athens Grand Prix 3 августа, которые он выиграл с результатом 19,76.

### Олимпийские игры 2008
В начале августа Болт объявил, что на Олимпиаде в Пекине он выступит на дистанциях 100 и 200 метров. Своё выступление на Олимпийских играх он начал 15 августа, выиграв квалификационный забег на дистанции 100 метров (10,20), четвертьфинальный забег (9,92) и полуфинал (9,85). 16 августа в финальном забеге он выиграл свою первую золотую олимпийскую медаль, победив с новым мировым рекордом — 9,69. На последних 20 метрах дистанции он развёл руки в сторону и один раз ударил себя кулаком в грудь. Позднее президент МОК Жак Рогге осудил спортсмена за данные действия, назвав их неуважением. Однако сам Болт заявил, что это не было хвастовством. Он стал первым легкоатлетом из Ямайки, кому удалось стать олимпийским чемпионом на 100 метров. Спустя три недели после этой победы в журнале New Scientist был опубликован доклад физиков из астрофизического университета Осло. Согласно статье, если бы Усэйн бежал в полную силу до самого финиша, то его результат находился бы в интервале 9,55—9,69.
20 августа 2008 года Болт получает свою вторую золотую олимпийскую медаль, выиграв дистанцию 200 метров с результатом 19,30 и превзойдя мировой рекорд Майкла Джонсона на 0,02 с. 22 августа, на следующий день после своего 22-летия, Болт выиграл третью золотую медаль на Олимпийских играх в Пекине. В составе эстафеты 4×100 метров он бежал на третьем этапе и вместе со своими соотечественниками (Неста Картер, Майкл Фрейтер и Асафа Пауэлл) установил новый олимпийский и мировой рекорд — 37,10. Предыдущий мировой рекорд был равен 37,40, и установлен сборной США в 1992 году.
В июне 2016 года стало известно, что после перепроверки анализов Олимпиады 2008 года
в допинг-пробе Неста Картера было обнаружено запрещённое вещество метилгексанамин.
Картер может быть лишён золотой медали Пекинской Олимпиады за эстафету 4×100 метров, наград также могут лишиться и его партнёры.
Болт заявил что готов вернуть золото ОИ-2008, если Картера признают виновным в употреблении допинга.
На следующий день трёхкратный олимпийский чемпион пожертвовал 50 000 долларов США детям, пострадавшим в результате Сычуаньского землетрясения. 25 января 2017 года стало известно, что Усэйна Болта лишили золотой медали, так как в пробе Картера после перепроверки были обнаружены следы запрещённого препарата метилгексанамина. В связи с этим победный результат сборной Ямайки в эстафете аннулирован. Все участники забега (Неста Картер, Майкл Фрэйтер, Усэйн Болт, Асафа Пауэлл) лишены медалей и должны будут их вернуть.
После Олимпиады он выступил на трёх соревнованиях и все выиграл. 29 августа стал победителем стометровки на Мировом классе в Цюрихе с результатом 9,83. 2 сентября стал победителем Атлетиссимы с результатом 19,63, а 5 сентября выиграл Мемориал Ван-Дамма на дистанции 100 метров, показав время 9,77. 23 ноября вместе с Еленой Исинбаевой был признан лучшим легкоатлетом 2008 года.

### Межолимпийский период
В феврале 2009 года Болт сделал два контрольных забега на дистанции 400 метров в Кингстоне, выиграв их с результатами 46,35 и 45,54. 17 мая 2009 года в забеге на 150 метров он победил с результатом 14,35. Отрезок дистанции в 100 метров — с 50 метров и до финиша — он преодолел за 8,70. Также в результате этого забега он побил неофициальный мировой рекорд Пьетро Меннеа, установленного в далёком 1983 году, который был равен 14,80
. После забега Болт заявил следующее: «Я думаю, что мог бы бежать быстрее, сейчас я готов примерно на 70 %». Также спортсмен рассказал, что в начале дистанции он немного проскальзывал, поскольку забег проходил в холодную и дождливую погоду.
В конце июня на чемпионате Ямайки Болт выиграл дистанции 100 и 200 метров с результатами 9,86 и 20,25, соответственно. 17 июня он стал победителем соревнований Golden Spike, преодолев стометровку за 9,77. Однако этот результат является неофициальным, так как скорость попутного ветра была 2,1 м/с. 7 июля под проливным дождём выиграл Атлетиссиму на дистанции 200 метров с рекордом соревнований — 19,59. 17 июля выиграл этап Золотой лиги Meeting Areva, преодолев дистанцию 100 метров за 9,79.
Главным стартом сезона 2009 года был чемпионат мира в Берлине. На этом первенстве он выступил на спринтерских дистанциях 100 и 200 метров, а также в эстафете 4×100 метров. В ходе выступления в беге на 100 метров Усэйн выиграл квалификационный забег — 10,20, четвертьфинал — 10,03, полуфинал 9,89. 16 августа он выиграл финальный забег с новым мировым рекордом — 9,58, на 11 сотых секунды улучшив свой же мировой рекорд, который остаётся непревзойдённым до настоящего времени. За установление мирового рекорда он получил дополнительный бонус в размере 100 000 долларов США. По ходу бега он преодолел первые 60 метров дистанции за 6,31, что быстрее мирового рекорда Мориса Грина — 6,39. Спустя 2 дня Болт начал выступление на дистанции 200 метров, выиграв квалификационный забег, четвертьфинал и полуфинал. 20 августа в финале улучшил свой мировой рекорд в беге на 200 метров, одержав победу с результатом 19,19. За эту победу он получил 160 000 долларов, из них 60 000 за победу и 100 000 в качестве бонуса за мировой рекорд от компании TDK. 22 августа он принял участие в эстафете 4×100 метров, на которой вместе со своими партнёрами завоевал третью золотую медаль этого чемпионата. В финальном забеге этой эстафеты Болт бежал на третьем этапе. После чемпионата мира Усэйн выступил на завершающих этапах Золотой лиги 2009 года: 28 августа одержал победу на Мировом классе в Цюрихе, выиграв стометровку с результатом 9,86. 4 сентября одержал победу на Мемориале Ван-Дамма в беге на 200 метров — 19,57. Последними соревнованиями в сезоне для него стал Всемирный легкоатлетический финал, на котором он одержал победу на дистанции 200 метров с новым рекордом соревнований — 19,68. В итоге в 2009 году он выиграл все соревнования, на которых выступал. По итогам года признан лучшим легкоатлетом мира по версии IAAF.
В отсутствие крупных международных чемпионатов в 2010 году Болт сосредоточился на выступлениях в Бриллиантовой лиге. 1 мая на домашних соревнованиях Jamaica International Invitational в Кингстоне он выиграл дистанцию 200 метров с рекордом соревнований — 19,56, который не побит в 2014. Сезон 2010 года начал с победы на соревнованиях в Кингстоне, где он пробежал 200 метров за 19,56. 23 мая выиграл дистанцию 200 метров на Shanghai Golden Grand Prix с результатом 19,76. 27 мая он выступил на соревнованиях Golden Spike Ostrava, его целью было побить высшее мировое достижение Майкла Джонсона на дистанции 300 метров. Дополнительной мотивацией стало то, что организаторы установили бонус в 30 000 долларов США за мировой рекорд. Однако рекорду не суждено было состояться, Усэйн преодолел дистанцию за 30,97, в то время как высшее мировое достижение — 30,85. Немаловажную роль в этой неудачной попытке стала холодная и дождливая погода. 16 июля он выиграл очередной этап Бриллиантовой лиги Meeting Areva. Показав результат 9,84 на стометровке, он оставил на втором месте своего соотечественника Асафу Пауэлла со временем 9,91. 6 августа 2010 года на этапе Бриллиантовой лиги DN Galan в Стокгольме Болт потерпел первое поражение за последние два года. Он занял второе место на дистанции 100 метров, показав результат 9,97 и уступив Тайсону Гэю, который выиграл со временем 9,84. Последний раз Усэйн Болт проигрывал 22 июля 2008 года, когда уступил Асафе Пауэллу на этом же стадионе.

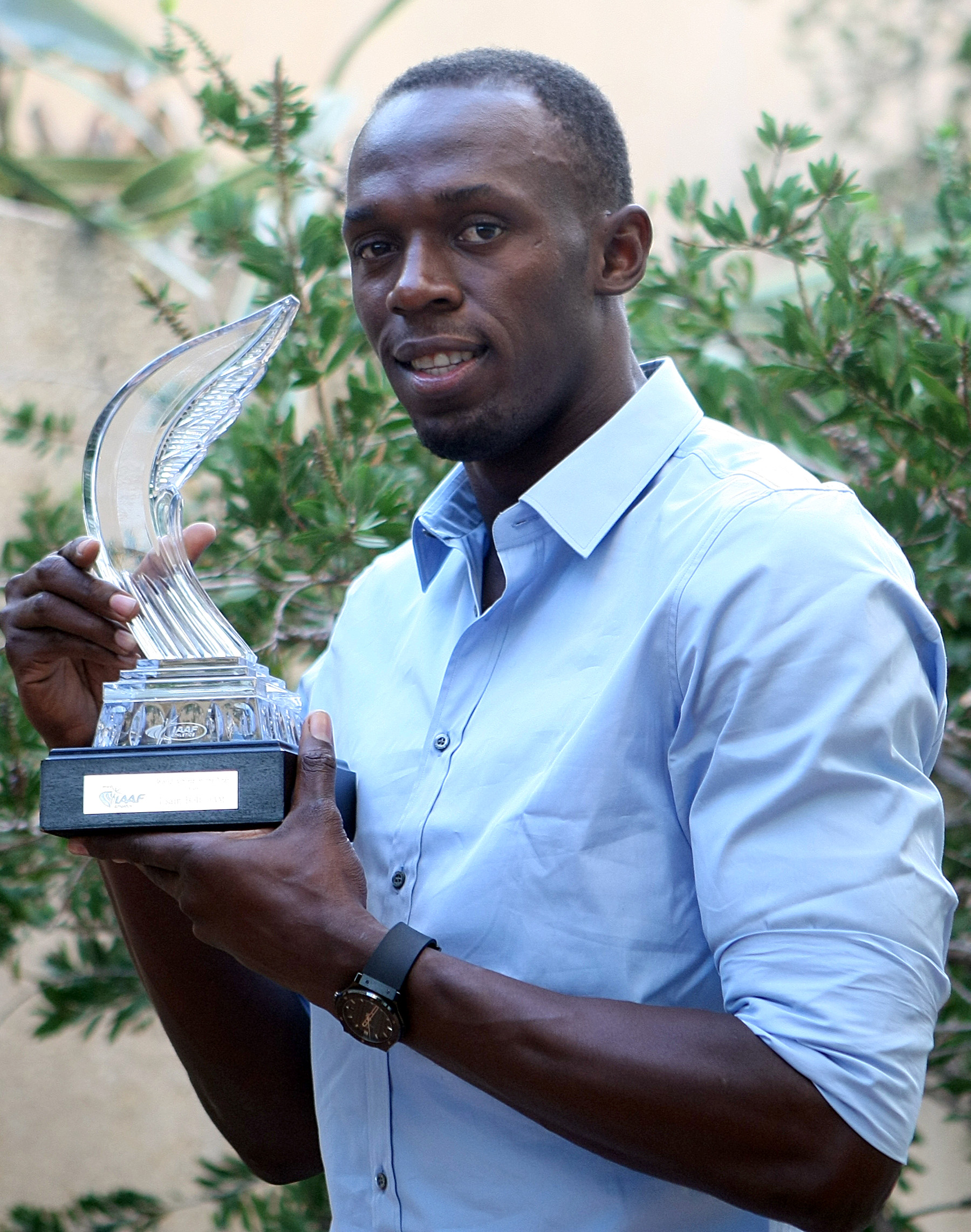
Усэйн Болт награждён статуэткой в номинации «Лучший легкоатлет 2011 года»

Спортивный сезон 2011 года Болт начал с участия на этапе Бриллиантовой лиги в Риме, соревнованиях Samsung DL Golden Gala. Он стал победителем на стометровке с результатом 9,91, опередив на две сотые секунды своего соотечественника Асафу Пауэлла. 31 мая выступил на 50-х соревнованиях «Золотая шиповка» в Остраве, которые вновь выиграл со временем 9,91.
Главным стартом сезона был чемпионат мира в Тэгу. Как и на предыдущем чемпионате мира Усэйн Болт выступал на дистанциях 100 и 200 метров, а также в эстафете 4×100 метров. В ходе выступлений в беге на 100 метров он выиграл предварительный забег и полуфинал. В финальном забеге он совершил фальстарт и был дисквалифицирован. В результате чемпионом мира с результатом 9,92 стал его соотечественник Йохан Блейк. После неудачного выступления на стометровке Болт начал своё выступление на дистанции 200 метров. Выиграв предварительный забег и полуфинал, он вышел в финал, который состоялся 3 сентября. В финальном забеге он выиграл с лучшим результатом сезона в мире — 19,40. В заключительный день чемпионата он выступил в эстафете 4×100 метров, где бежал на заключительном четвёртом этапе. Неста Картер, Майкл Фрэйтер, Йохан Блейк и Усэйн Болт установили новый мировой рекорд — 37,04. Спустя несколько дней после завершения чемпионата мира организаторы Мирового класса в Цюрихе предложили Усэйну Болту выступить на их соревнованиях на дистанции 100 метров. В качестве бонуса ему было предложено 200 000 евро, однако спортсмен отказался. Вместо этого он выступил на Мемориале Ханцековича в Загребе. В забеге на 100 метров он выиграл с результатом 9,85. 16 сентября он выиграл Мемориал Ван-Дамма — 9,76. По итогам года вместе с Салли Пирсон Усэйн Болт был признан лучшим легкоатлетом мира по версии IAAF.

### Олимпийские игры 2012

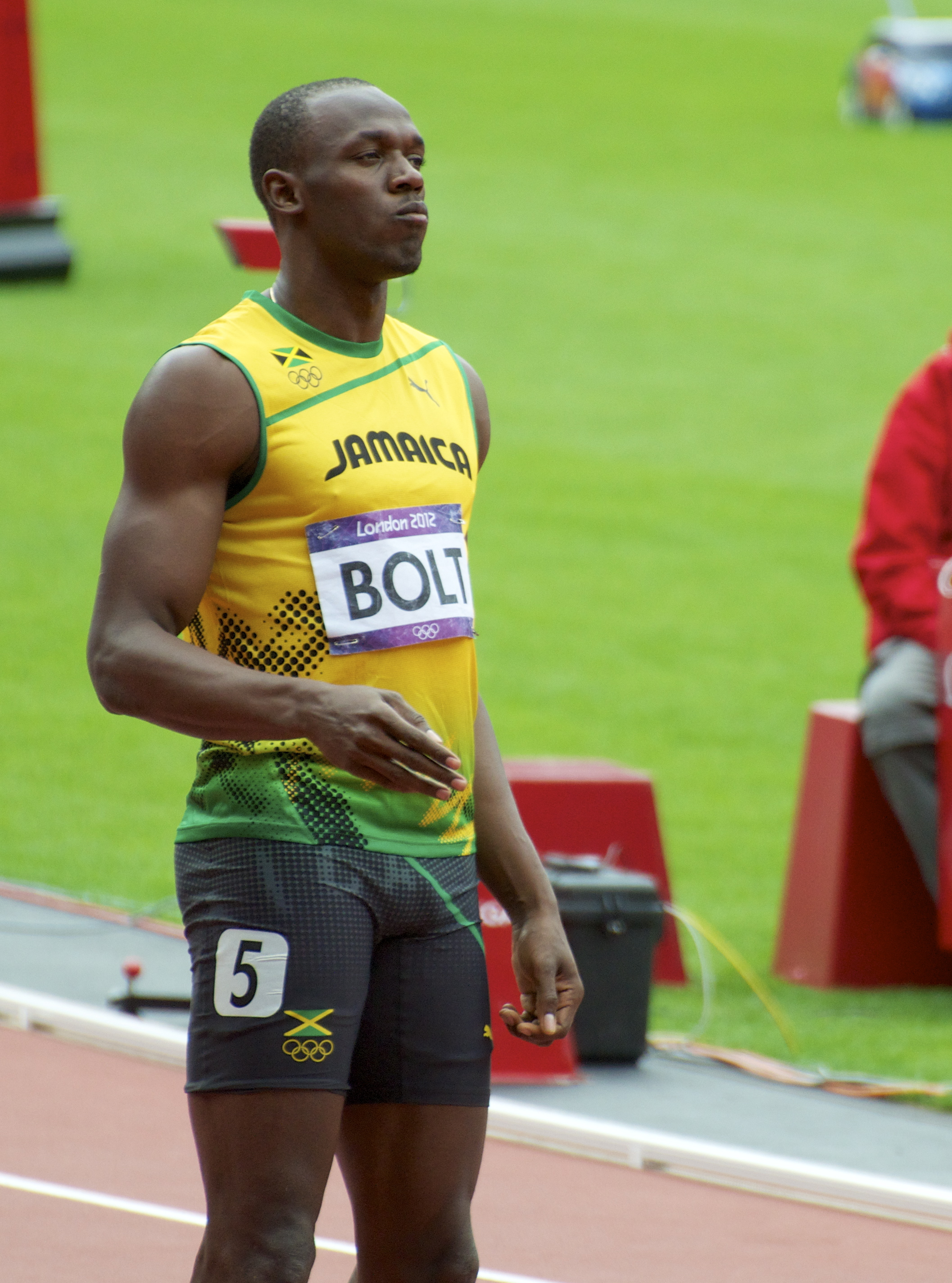
Усэйн Болт на Олимпиаде 2012 года

Спортивный сезон 2012 года Усэйн Болт начал с участия на домашнем этапе IAAF World Challenge — Jamaica International Invitational. На этих соревнованиях он выступил на стометровке, которую выиграл с результатом 9,82.
В конце июня на олимпийском отборочном чемпионате Ямайки он потерпел сразу два поражения на дистанциях 100 и 200 метров. На дистанции 100 метров Йохан Блэйк выиграл с новым личным рекордом, в то время как Болт финишировал 2-м с результатом 9,86. В беге на 200 метров Блэйк выиграл со временем 19,80, а Болт проиграл ему три сотые секунды Это было его первое поражение на дистанции 200 метров с 2007 года.
26 июля стало известно, что Усэйн будет знаменосцем сборной Ямайки на церемонии открытия Олимпийских игр 2012 года в Лондоне. 4 августа он начал своё выступление на Олимпиаде, выиграв в этот день предварительный забег на 100 метров. На следующий день выиграл полуфинал — 9,87. Спустя три часа он стал четырёхкратным олимпийским чемпионом, выиграв финальный забег с новым олимпийским рекордом — 9,63. Он стал вторым легкоатлетом в истории после Карла Льюиса, кому удалось отстоять титул олимпийского чемпиона в беге на 100 метров. 9 августа он выигрывает своё второе золото на этих Олимпийских играх. В финальном забеге на 200 метров он показал результат 19,32, а 2-е и 3-е места заняли его соотечественники Йохан Блэйк и Уоррен Уир с результатами 19,44 и 19,84 соответственно. Также он стал единственным в истории, кому удалось выиграть дистанцию 200 метров на двух Олимпиадах подряд. После этой победы на пресс-конференции с представителями СМИ он потребовал называть его «живой легендой», а в случае отказа он не будет давать интервью. В ответ на это заявление президент МОК Жак Рогге заявил, что Усэйн Болт ещё не достиг статуса «легенды». Также он добавил, что сейчас он является «иконой», а окончательно судить о нём можно будет после завершения карьеры. В последний день Олимпиады он вместе со своими партнёрами по команде (Неста Картер, Майкл Фрэйтер, Йохан Блэйк) стал чемпионом в эстафете 4×100 метров. Они установили новый мировой рекорд — 36,84, превзойдя собственный рекорд, установленный на чемпионате мира 2011 года. После финиша эстафеты в прямом эфире был показан спор Болта с одним из судей, который отобрал у него в качестве сувенира эстафетную палочку и не хотел отдавать её, однако позднее Болту все же вручили палочку в подарок.
После триумфа на Олимпиаде Усэйн выступил на двух заключительных этапах Бриллиантовой лиги. 30 августа победил на Мировом классе в Цюрихе на дистанции 200 метров — 19,66. 7 сентября выиграл стометровку на мемориале Ван-Дамма с результатом 9,86. По итогам 2012 года он в четвёртый раз в своей карьере стал лучшим легкоатлетом мира по версии IAAF.

### 2013—2015

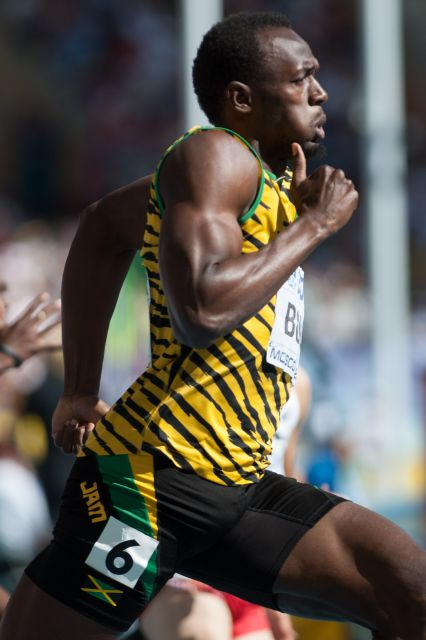
Усэйн Болт на чемпионате мира 2013 года в Москве

Первыми соревнованиями Усэйна в 2013 году стали Camperdown classic в Кингстоне, состоявшиеся 9 февраля. Он выиграл свой забег на 400 метров, показав время 46,74. 8 мая на соревнованиях в Джорджтауне (Каймановы острова) он выиграл забег на 100 метров, опередив на одну сотую долю секунды своего соотечественника Кемара Бейли-Коула. 6 июня на этапе Бриллиантовой лиги Golden Gala Болт потерпел первое поражение в сезоне, уступив американцу Джастину Гэтлину, который показал результат 9,94, в то время как Болт — 9,95. Спустя неделю, на соревнованиях ExxonMobil Bislett Games в Осло, он стал победителем с результатом 19,79. Следующим соревнованием стал чемпионат Ямайки, по итогам которого определился состав сборной на чемпионат мира в Москве. 21 июня Болт выиграл дистанцию 100 метров на национальном первенстве, показав время 9,94. 6 июля стал победителем очередного этапа Бриллиантовой лиги — Meeting Areva, на котором он одержал победу в беге на 200 метров, показав время 19,73.
11 августа под проливным дождём он стал чемпионом мира в беге на 100 метров, выиграв с результатом 9,77 — впервые он пробежал не по лучшему результату сезона в мире, который остался у Тайсона Гэя — 9,75. 17 августа стал чемпионом мира на дистанции 200 метров — 19,66, это время стало лучшим в мире в сезоне 2013 года. В последний день чемпионата мира принял участие в финале эстафеты 4×100 метров, в которой он бежал последний этап. В результате команда Ямайки победила с лучшим результатом сезона в мире, а для самого Болта это была восьмая золотая медаль чемпионатов мира.
Своей главной задачей на 2014 год Усэйн Болт считал установление нового мирового рекорда на дистанции 200 метров. Однако в марте он получил травму подколенного сухожилия на левой ноге. Ему была сделана операция, после которой он девять недель восстанавливался. Первым стартом сезона стало выступление на Играх Содружества в Глазго, до этого он никогда не выступал на данных соревнованиях. 2 августа он в составе сборной Ямайки стал победителем Игр Содружества в эстафете 4×100 метров с новым рекордом соревнований — 37,58.
Болт неоднократно заявлял, что планирует выступать до 2016 года, а после выступления на Олимпийских играх в Рио-де-Жанейро завершить карьеру, но на Играх Содружества 2014 года в Глазго он признал, что последним его турниром может стать чемпионат мира 2017 года в Лондоне.
23 августа Усэйн принял участие на Мемориале Камилы Сколимовской в Варшаве. Он выиграл забег на 100 метров в помещении с новым высшим мировым достижением — 9,98. Тем самым он превзошёл предыдущий рекорд Фрэнки Фредерикса, установленного в 1996 году — 10,05. 24 августа он объявил, что завершает текущий сезон, чтобы обезопасить себя от получения новых травм.
В сезоне 2015 года впервые вышел на старт 28 февраля, приняв участие в ежегодных соревнованиях Gibson Relays в Кингстоне. Он выступил в составе эстафеты 4×100 метров за команду Racers Lions Track Club, в которую также входили Марио Форсайт, Майкл Фрэйтер и Уоррен Уир. В финальном забеге ему передали эстафетную палочку с отставанием около пяти метров от команды Технологического Университета Кингстона. Усэйн Болт не смог ликвидировать отставание, и в итоге его команда заняла 2-е место с результатом 38,29, а время победителей составило 38,23. 19 апреля на соревнованиях в Рио-де-Жанейро Болт впервые в сезоне принял участие на дистанции 100 метров, которую выиграл с результатом 10,12. 26 мая Усэйн выиграл дистанцию 200 метров на соревнованиях Golden Spike Ostrava, показав время 20,13. 13 июня принял участие на этапе Бриллиантовой лиги Adidas Grand Prix и выиграл дистанцию 200 метров со временем 20,29. Результат был показан в условиях встречного ветра, скорость которого была 2,8 м/с.
24 июля 2015 года стал победителем очередного этапа Бриллиантовой лиги — London Grand Prix. Он выиграл дистанцию 100 метров со временем 9,87.

### 2016—2017
На Олимпийских играх в Рио-де-Жанейро в 2016 году Болт выиграл золотую медаль на дистанции 100 метров со временем 9,81 секунды. Благодаря этой победе Болт стал первым спортсменом, который трижды выигрывал это соревнование на Олимпийских играх. После победы на 100 метрах Болт завоевал золотую медаль в беге на 200 метров, что также сделало его первым спортсменом, выигравшим дистанцию 200 метров на Олимпийских играх трижды. Болт пробежал последний отрезок в финале эстафеты 4×100 метров и завоевал свою третью подряд и последнюю олимпийскую золотую медаль в этом виде. С этой победой Болт получил «трипл-трипл», три золотые медали в спринте на трёх Олимпийских играх подряд и завершил свою олимпийскую карьеру со стопроцентным рекордом побед в финалах.
25 января 2017 года МОК лишил сборную Ямайки, в том числе и Болта, золотых медалей Олимпиады в Пекине за победу в мужской эстафете 4×100 метров, после того как выяснилось, что повторный анализ проб Неста Картера выявил следы запрещённого препарата метилгексанамина.
2 февраля 2017 года стало известно, что Усэйн Болт собирается завершить свою спортивную карьеру после чемпионата мира 2017 года. 5 августа 2017 года он с результатом 9,95 занял третье место в беге на 100 метров на 16-м Чемпионате мира по лёгкой атлетике, проходившем в Лондоне. 12 августа 2017 года Болт получил травму во время прохождения последнего этапа эстафеты 4×100 м. Товарищ по команде Усэйна Йохан Блэйк заявил, что причиной травмы может являться слишком долгое ожидание перед забегом в комнате для спортсменов. Через два дня Усэйн Болт окончательно подтвердил своё решение о завершении профессиональной карьеры.
Усейн Болт неоднократно заявлял о своём желании стать профессиональным футболистом после окончания легкоатлетической карьеры. Эксперты воспринимали заявления спортсмена как обычный PR-ход, тем не менее Болт проходил тренировочные сборы с рядом профессиональных команд, в том числе и с «Боруссией» (Дортмунд). Играя в Австралии на любительском контракте за клуб «Сентрал Кост Маринерс» Болт забил свои первые мячи в товарищеском матче с клубом «Макартут Юнайтед», после чего стали появляться сообщения о том, что ряд европейских клубов заинтересован в подписании с Болтом профессионального контракта.
15 октября 2018 года мальтийский клуб «Валетта» выступил с предложением Усейну Болту двухлетнего контракта.
2 ноября 2018 года спортсмен покинул австралийский футбольный клуб «Сентрал Кост Маринерс». По информации австралийских СМИ, стороны не смогли договориться о зарплате ямайца.

## Феномен Усэйна Болта

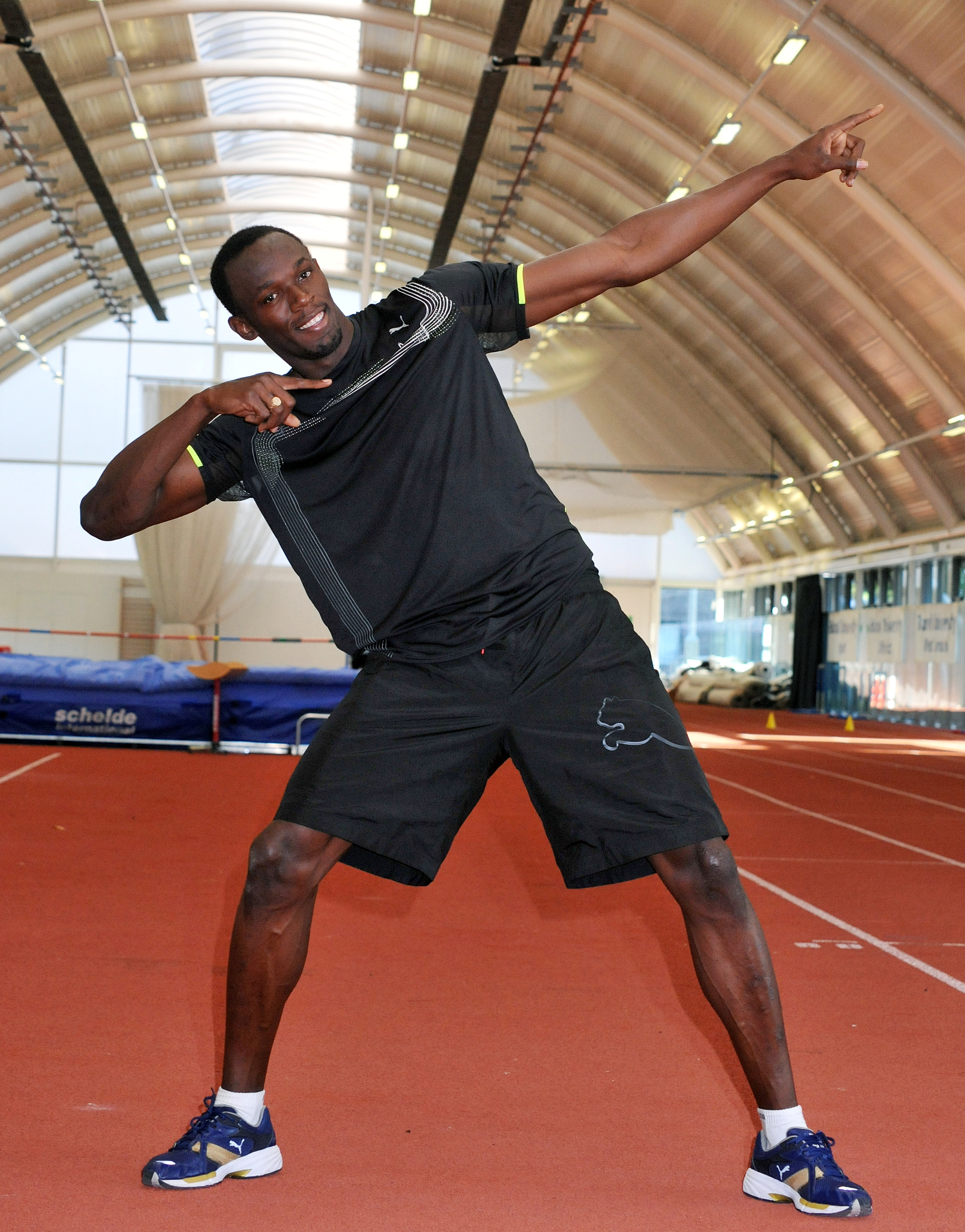
Знаменитый жест Болта

### Мнения специалистов
После успешного выступления Болта на Олимпийских играх 2008 года некоторые специалисты начали его изучать. По мнению американского тренера и специалиста в спринте Лорена Сигроува немаловажную роль в феномене Усэйна Болта играет его наследственность. Родина Болта была одним из центров работорговли, куда доставляли рабов из Западной Африки, выходцы из которой традиционно сильны в спринте. Также он предполагает, что примерно одна треть мышц Болта состоит из супербыстрых мышечных клеток. Американский учёный в области теоретической астрофизики Этан Зигель предполагает, что Усэйн совершил «физиологический скачок в будущее». По его мнению, результаты, которые сейчас показывает спортсмен, должны быть показаны только через 30 лет. Согласно его математическим исследованиям, легкоатлеты, начиная с 1968 года, в среднем улучшали мировой рекорд на дистанции 100 метров на 0,05 секунды за 10 лет. Болт улучшил рекорд сразу на 0,14 всего за один год и 3 месяца. Этан Зигель составил диаграмму хронологии мировых рекордов и пришёл к выводу, что мировой рекорд 9,58 должен был быть показан только в 2039 году. Ведущий физиолог Южного методистского университета в Далласе и специалист в области спринтерского бега Питер Вейэнд говорит: «Усэйн Болт — фрик, он бросает вызов законам биологии». Профессор биостатистики Вулверхэмптонского университета Алан Невилл предполагает, что высокий рост легкоатлета способствует более быстрому отводу тепла из мышц, что обуславливает их увеличенную работоспособность.
Профессор биологии Стэнфордского университета Марк Денни считает, что не нужно искать объяснения его феноменальной скорости. «Усэйну Болту всего лишь повезло, природа одарила его уникальным талантом», — заявил учёный.

### Рекорды скорости
В финальном забеге на 100 метров Пекинской Олимпиады у Болта зарегистрирована пиковая скорость 12,2 м/с (43,9 км/ч) и средняя длина шага 2,6 метра. Ему потребовалось сделать 41 шаг, в то время как другим спринтерам, в частности Асафе Пауэллу и Тайсону Гэю, требуется на 2—2,5 шага больше. 16 августа 2009 года в финале чемпионата мира в Берлине он установил мировой рекорд на дистанции 100 метров — 9,58. Уже на следующий день на сайте IAAF были опубликованы подробные данные рекордного забега. Согласно им ямайский спринтер преодолел отрезок дистанции от 60 до 80 метров за 1,61 с. На данном отрезке была зарегистрирована наивысшая средняя скорость — 12,42 м/с (44,72 км/ч). Согласно данным отчёта, максимальный отрыв бегуна от соперников происходит на последней трети дистанции. По мнению вышеупомянутого Лорена Сигроува, это происходит не вследствие увеличения скорости, а по причине более развитой скоростной выносливости. Особенностью его техники является низкий подъём бёдер, что позволяет сэкономить энергию и использовать её для более эффективного отталкивания. По такому параметру, как время реакции на старте, он проигрывает некоторым легкоатлетам, в частности серебряному и бронзовому призёру рекордного забега.
За свою карьеру Болт 45 раз пробежал дистанцию 100 метров быстрее 10 секунд и 31 раз пробежал дистанцию 200 метров быстрее 20 секунд на официальных соревнованиях.

## Личная жизнь
В настоящее время проживает в Кингстоне на Ямайке. Тренируется на легкоатлетическом стадионе Университета Вест-Индии. С конца 2011 года он встречался со словацким модельером Лубицей Куцеровой. Они расстались по обоюдному согласию в мае 2012 года.
Накануне Олимпиады в Лондоне познакомился с британской спортсменкой Меган Эдвардс, проживающей в английском Дартфорде. Девушка работала на презентации новой спортивной формы для олимпийской сборной Ямайки. В конце 2012 года они расстались.
Усэйн Болт является одним из самых высокооплачиваемых спортсменов мира. По данным журнала Forbes, в 2012 году занял 63-е место и заработал 20,3 миллиона долларов США, из них 20 миллионов — это рекламные и спонсорские контракты. В 2013 году был на 40-й строчке рейтинга с 24,2 миллиона долларов, из них всего 200 тысяч призовых. В рейтинге за 2014 год находился на 45-м месте, заработав 23,2 миллиона долларов. Также является единственным легкоатлетом, которому удалось попасть в первую сотню рейтинга.
В 2011 году открыл собственный ресторан под названием «Tracks & Records» в Кингстоне.

### Документальный фильм
Документальный фильм, основанный на спортивной жизни Болта, выигравшего три золотые олимпийские медали, под названием «Я Болт» (англ. I Am Bolt) был выпущен 28 ноября 2016 года в Соединенном Королевстве. Режиссёрами фильма стали Бенджамин Тернер и Гейб Тернер.

### Дети
17 мая 2020 года давняя подруга Болта Кэси Беннетт родила их первенца, девочке дали имя Олимпия Лайтнинг Болт (англ. Olympia Lightning Bolt). В июне 2021 года стало известно, что у Беннетт и Болта родились сыновья-двойняшки Сандер Болт и Сейнт Лео Болт.

### Заражение COVID-19
24 августа 2020 года Болт сдал тест на COVID-19, получил положительный результат и ушёл на самоизоляцию в своём доме. Он говорил, что у него не было никаких симптомов. Он сдал анализ 22 августа, на следующий день после празднования своего 34-летия. На празднике по случаю дня рождения гости не носили масок и не соблюдали дистанцию. По иронии судьбы гости вечеринки танцевали на открытой площадке под песню ямайского певца регги Коффи «Lockdown». Среди тех, кто присутствовал на вечеринке, был футболист «Манчестер Сити» Рахим Стерлинг, которому также посоветовали самоизолироваться после возможного контакта с вирусом.

## Общественная деятельность
В 2003 году спортсмен подписал контракт с компанией Puma, который был продлён в 2013 году до Олимпийских игр 2016 года. Согласно этому контракту он выступает в спортивной форме данной фирмы, включая шиповки. Сам спортсмен так отзывается о компании: «Компания Puma была со мной с самого начала. Они признали мой талант в раннем возрасте и поддерживали его на протяжении многих лет, особенно в первые годы, когда у меня были многочисленные травмы. Их работа и приверженность Ямайке является очень важной для меня. Я всегда был счастлив быть частью семьи Puma. Я горжусь тем, что представляю их и рад продолжить работать с ними в ближайшие годы».
В ноябре 2009 года он вместе с бывшим легкоатлетом Колином Джексоном и одним из руководителей компании Puma Йохеном Цайцом посетил Кению. В ходе этой поездки Болт взял под патронаж трёхмесячного гепарда, родителей которого убили браконьеры, а также дал ему имя «Молния». Спортсмен заплатил за гепарда 13 700 долларов США, а также будет платить по 3 тысячи в год за его содержание в приюте для животных в Найроби.
Является болельщиком английского футбольного клуба «Манчестер Юнайтед». В июне 2011 года Болт заявил, что хотел бы стать игроком «красных дьяволов» после завершения карьеры легкоатлета. Он быстр, и, по собственному мнению, мог бы стать хорошим игроком.
26 февраля 2018 года подписал профессиональный контракт с футбольным клубом из ЮАР «Мамелоди Сандаунз». 5 июня 2018 года дебютировал за норвежский футбольный клуб «Стрёмсгодсет», выйдя на замену в товарищеском матче с молодёжной сборной Норвегии. 7 августа 2018 года присоединился к австралийской футбольной команде «Сентрал Кост Маринерс». 21 августа провёл первую тренировку в составе «моряков». Дебютировал за основную команду 31 августа 2018 года. Но покинул клуб в ноябре, так и не сумев договориться с ним о зарплате.

## Награды
- Лучший легкоатлет мира по версии IAAF в 2008, 2009, 2011, 2012, 2013 и 2016[145] годах
- Лучший легкоатлет мира по версии журнала Track & Field News в 2008 и 2009 годах
- Иностранный спортсмен года по версии BBC в 2008, 2009 и 2012 годах
- Laureus World Sports Award — Спортсмен года в 2009 и 2010 годах
- Лучший спортсмен Ямайки в 2008, 2009[146], 2011, 2012 и 2013 годах[147]
- Чемпион чемпионов по версии газеты L’Équipe в 2008, 2009 и 2012 годах[148]

## Достижения
| Год  | Соревнование                                              | Город                     | Место | Дисциплина       | Время (с)   |
| ---- | --------------------------------------------------------- | ------------------------- | ----- | ---------------- | ----------- |
| 2002 | Чемпионат мира среди юниоров                              | Кингстон, Ямайка          | 1     | 200 м            | 20,61       |
| 2002 | Чемпионат мира среди юниоров                              | Кингстон, Ямайка          | 2     | Эстафета 4х100 м | 39,15 — NJR |
| 2002 | Чемпионат мира среди юниоров                              | Кингстон, Ямайка          | 2     | Эстафета 4×400 м |             |
| 2003 | Чемпионат мира среди юниоров                              | Шербрук, Канада           | 1     | 200 м            | 20,40       |
| 2005 | Чемпионат Центральной Америки и стран Карибского бассейна | Нассау, Багамские Острова | 1     | 200 м            |             |
| 2007 | Чемпионат мира по лёгкой атлетике 2007                    | Осака, Япония             | 2     | 200 м            | 19,91       |
| 2008 | XXIX Летние Олимпийские игры                              | Пекин, Китай              | 1     | 100 м            | 9,69 — WR   |
| 2008 | XXIX летние Олимпийские игры                              | Пекин, Китай              | 1     | 200 м            | 19,30 — WR  |
| 2009 | Чемпионат мира по лёгкой атлетике 2009                    | Берлин, Германия          | 1     | 100 м            | 9,58 — WR   |
| 2009 | Чемпионат мира по лёгкой атлетике 2009                    | Берлин, Германия          | 1     | 200 м            | 19,19 — WR  |
| 2009 | Чемпионат мира по лёгкой атлетике 2009                    | Берлин, Германия          | 1     | Эстафета 4×100 м | 37,31 — CR  |
| 2011 | Чемпионат мира по лёгкой атлетике 2011                    | Тэгу, Республика Корея    | 1     | 200 м            | 19,40       |
| 2011 | Чемпионат мира по лёгкой атлетике 2011                    | Тэгу, Республика Корея    | 1     | Эстафета 4×100 м | 37,04 — WR  |
| 2012 | XXX Летние Олимпийские игры                               | Лондон, Великобритания    | 1     | 100 м            | 9,63 — OR   |
| 2012 | XXX Летние Олимпийские игры                               | Лондон, Великобритания    | 1     | 200 м            | 19,32       |
| 2012 | XXX Летние Олимпийские игры                               | Лондон, Великобритания    | 1     | Эстафета 4×100 м | 36,84 — WR  |
| 2013 | Чемпионат мира по лёгкой атлетике 2013                    | Москва, Россия            | 1     | 100 м            | 9,77        |
| 2013 | Чемпионат мира по лёгкой атлетике 2013                    | Москва, Россия            | 1     | 200 м            | 19,66       |
| 2013 | Чемпионат мира по лёгкой атлетике 2013                    | Москва, Россия            | 1     | Эстафета 4×100 м | 37,36       |
| 2015 | Чемпионат мира по лёгкой атлетике 2015                    | Пекин, Китай              | 1     | 100 м            | 9,79        |
| 2015 | Чемпионат мира по лёгкой атлетике 2015                    | Пекин, Китай              | 1     | 200 м            | 19,55       |
| 2015 | Чемпионат мира по лёгкой атлетике 2015                    | Пекин, Китай              | 1     | Эстафета 4×100 м | 37,36 — WL  |
| 2016 | XXXI Летние Олимпийские игры                              | Рио-де-Жанейро, Бразилия  | 1     | 100 м            | 9,81        |
| 2016 | XXXI Летние Олимпийские игры                              | Рио-де-Жанейро, Бразилия  | 1     | 200 м            | 19,78       |
| 2016 | XXXI Летние Олимпийские игры                              | Рио-де-Жанейро, Бразилия  | 1     | Эстафета 4×100 м | 37,27       |
| 2017 | Чемпионат мира по лёгкой атлетике 2017                    | Лондон, Великобритания    | 3     | 100 м            | 9,95        |

## Книга Рекордов Гиннесса
Болт установил 19 мировых рекордов Гиннеса и, после Майкла Фелпса, занимает второе место в Книге рекордов Гиннеса по общему количеству достижений и побед в спорте.
- Самый быстрый бег на 150 метров (мужчины);
- Наибольшее количество медалей на чемпионате мира по легкой атлетике ИААФ (мужчины);
- Наибольшее количество золотых медалей на чемпионате мира по легкой атлетике ИААФ (мужчины);
- Большинство побед на чемпионатах мира по легкой атлетике на 200 метров среди мужчин;
- Больше всего подряд выигранных олимпийских золотых медалей в беге на 100 метров (мужчины);
- Больше всего подряд выигранных олимпийских золотых медалей в беге на 200 метров (мужчины);
- Золотые медали на 200 метров среди мужчин;
- Самый быстрый бег на 200 метров (мужчины);
- Большинство трофеев лучшего спортсмена года ИААФ среди мужчин;
- Первый олимпийский трек спринт трипл-дабл;
- Самый высокий годовой заработок легкоатлета;
- Больше всего побед в спринте на дистанции 100 метров на Олимпийских играх;
- Первый спортсмен, выигравший спринт на 100 метров и 200 метров на Олимпийских играх подряд;
- Самый быстрый бег на 100 метров (мужчины);
- Первый человек, выигравший спринт на 200 метров на Олимпийских играх подряд;
- Наибольшее количество побед на чемпионатах мира по легкой атлетике на 100 метров среди мужчин;
- Большинство билетов продано на чемпионаты мира ИААФ;
- Самые соревновательные забеги на 100 метров в спринте за 10 секунд;
- Самая быстрая эстафета 4х100 метров (мужчины).